# 긴테쓰나라역
긴테쓰나라역(일본어: 近鉄奈良駅, きんてつならえき)은 일본 나라현 나라시에 있는 긴키 닛폰 철도의 철도역으로 역 주변으로는 고후쿠지, 나라 공원, 도다이지 등의 유적지가 위치해 있으며 부역명은 나라 공원 앞이다.

## 역 구조
4면 4선의 승강장이 있는 지하역이다.

### 승강장
| 1 - 4 | A 나라선      | A 야마토사이다이지・이코마・쓰루하시・오사카우에혼마치・오사카난바 방면 한신난바선・본선 아마가사키・ 고베산노미야 방면 |
| 1 - 4 | B 교토선 직통 | B 교토 방면 교토 시영 지하철 가라스마선 국제회관 방면                                                                   |